# Me llamo Rojo
Me llamo Rojo (Benim Adım Kırmızı en turco) es una novela turca de 1998 escrita por el novelista Orhan Pamuk, quien recibiría el Premio Nobel de literatura en 2006. La novela, que gira en torno a las vidas de varios ilustradores otomanos en 1591, estableció a Pamuk como escritor de talla mundial y contribuyó a su reconocimiento por la academia sueca. Este trabajo deja ver numerosas influencias de Joyce, Kafka, Mann, Nabokov y Proust.
La traducción francesa ganaría el Prix du Meilleur Livre Étranger, la versión en italiano Premio Grinzane Cavour en 2002 y la traducción inglesa ganó el Premio Literario Internacional IMPAC de Dublín en 2003
. La traducción al español corrió a cargo de Rafael Carpintero y fue publicada por Santillana.

## Argumento
El libro gira en torno a un taller de ilustradores en el Imperio Otomano, en que recientemente ha sido cometido un asesinato. A partir de allí diversos narradores cuentan los sucesos que rodean la búsqueda y captura del asesino. Pamuk hace uso de varias técnicas postmodernas en la novela, incorporando elementos de metaficción donde los narradores hacen continuas referencias al lector y a la sapiencia de que son personajes en un libro.
Cada capítulo de la novela tiene un narrado diferente y usualmente hay conexiones temáticas y cronológicas entre ellos. Adicionalmente hay personajes inesperados que cuentan sus historias desgranando el sistema filosófico del Estambul del siglo XVI. La novela incorpora temas de misterio, romance y juegos filosóficos, ilustrando el contexto del sultanato de Murad III durante nueve días nevados en 1591.

## Personajes
- Maese Donoso, víctima de asesinato que le habla al lector desde la otra vida en el capítulo inicial.
- Negro, ilustrador y secretario. Ha regresado recientemente a la ciudad después de doce años de viaje por Persia. Es el sobrino y quién da su apodo al Tío.
- Señor Tío, tío materno de Negro, es él quién está a cargo de la creación de un libro secreto para el sultán en el estilo de los maestros “francos”.
- Şeküre, la Hermosa hija del Señor Tío e interés romántico de Negro (Su nombre está relacionado con la palabra “azúcar” una referencia al personaje Shirin, que significa “dulce”, y el nombre de la madre de Pamuk)
- Şevket, hijo mayor de Şeküre  (y el nombre del hermano mayor de Orhan Pamuk)
- Orhan, hijo menor de Şeküre  (y primer nombre de Pamuk)
- Hasan, joven cuñado de Şeküre.
- Hayriye, joven esclava y concubina del Señor Tío.

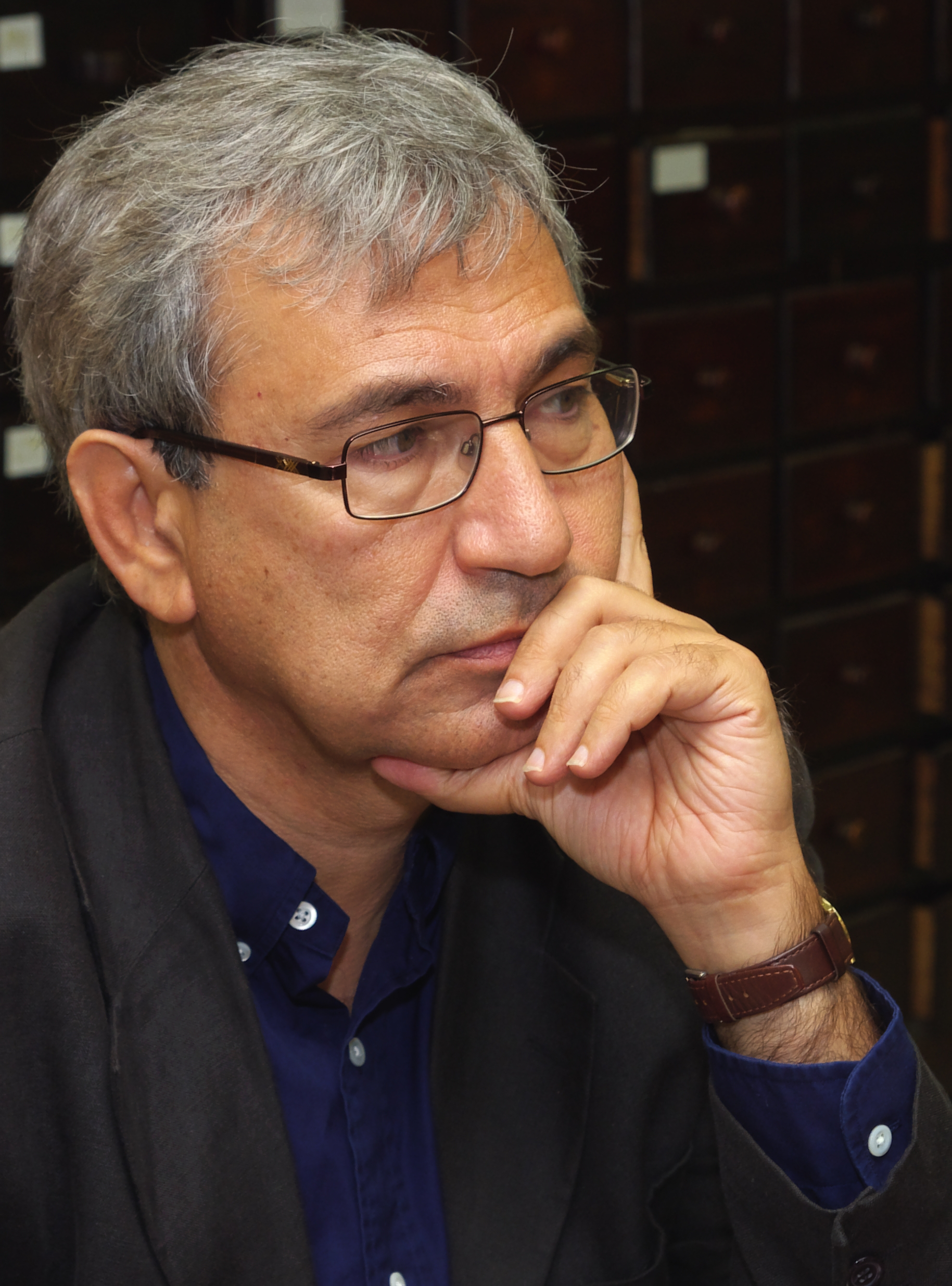
Orhan Pamuk en 2009.

- Maestro Osman, jefe del taller de ilustradores del sultán. Basado en el personaje real Nakkaş Osman.
- Mariposa, uno de los tres ilustradores sospechosos del homicidio. Pinta ilustraciones representando a La Muerte y La Mujer.*
- Cigüeña, uno de los tres ilustradores sospechosos. Pinta El Árbol y El Perro.
- Aceituna, uno de los tres ilustradores sospechosos. Pinta a El Diablo y los dos derviches.
- Ester, una buhonera judía y celestina, se dedica a entregar cartas de amor.
- El predicador de Erzurum, un fanático líder religioso conservador. Considera que el café, los cuentacuentos y las ilustraciones son una herejía.

## Temas
Varios temas recurrentes aparecen a lo largo de la obra. El más obvio es el de la naturaleza de la pintura, que es interpretada de acuerdo a las percepciones filosóficas de la época. Hay un contraste entre la forma occidental y la oriental de ver el oficio; mientras que la occidental busca reproducir la realidad tal cual la perciben los ojos y considera a la pintura como un fin en sí mismo, la interpretación islámica es mucho más abstracta. El ilustrador oriental ve la pintura como una representación platónica e idealizada, no busca reproducir la realidad como la ven los ojos sino como la ve Dios. Esto queda ejemplificado con la idealización que se da en la novela al ilustrador ciego; libre de la vista, este pasa a hacer las pinturas únicamente con la imagen ideal de la memoria.
El otro gran tema es el de la sexualidad. La historia de amor entre los personajes principales Negro y  Şeküre busca paralelos con el famoso poema persa Cosroes y Shirin (que es referenciado numerosas veces en el libro bajo su título turco: Hüsrev y Şirin). Hay un contraste entre los estrictos tecnicismos de la ley islámica de acuerdo a lo que se espera de un matrimonio y la naturaleza pasional de la relación entre la pareja. Igualmente el libro se aventura a analizar las cualidades homoeróticas en las relaciones al interior del gremio de los ilustradores, que oscilan entre la camaradería y el deseo sexual.